# نور آرتامت
نور آرتامت (به ارمنی: Նոր Արտամետ) یک روستا در ارمنستان است که در استان کوتایک واقع شده‌است.  در  کیلومتری شمال هرازدان، مرکز استان کوتایک واقع شده است.

## خصوصیات
نور آرتامت  ۱٬۰۳۸ نفر جمعیت دارد و در ارتفاع  متر بالاتر از سطح دریا قرار گرفته است.